# Обезглавливание украинского военнопленного
Видеозапись обезглавливания ножом украинского военнопленного, находящегося в сознании, была опубликована в сети 11 апреля 2023 года, а затем распространилась через пророссийские источники. На видео люди в военной форме со знаками отличия российских военных и в масках отрезают голову живому человеку в форме с украинскими знаками отличия.
Видео привлекло внимание множества политических деятелей и СМИ. Отмечалась его исключительная жестокость, а действия российских военных сравнивались с «Исламским государством». При этом ряд пророссийских телеграм-каналов встретил его с одобрением.

## Видеозапись
Первая известная публикация ролика отрезания головы живому солдату ВСУ произошла 11 апреля 2023 года в 22:24 по московскому времени, в 22:40 его распространил основатель «Мужского государства» Владислав Поздняков.
Ранее, c 8 апреля, пророссийские Telegram-каналы начали распространять ещё одно видео с обезглавленными украинскими солдатами: на нём видно два обезглавленных трупа украинских военных, лежащих на земле рядом с разбитой бронемашиной, у мёртвых солдат отрезаны также кисти рук.

### Убийство
На видео на земле лежит человек, одетый в военную форму с жёлтой повязкой на рукаве. Над ним стоит другой с белой повязкой на ноге и ножом отрезает голову лежащему живому пленному. Тому, кто отрезает голову, по рации передают указания. Убиваемый кричит от боли. Рядом есть ещё люди, кричащие на русском языке: «Работаем, братья! Отрезай, блядь! Ломай позвоночник ему! Что, никогда бо́шки не резал? До конца, блядь».
После того как голова была отрезана, оператор видеоролика произнёс: «В мешок её на хуй. И отправить командиру». Лицо отрезающего голову скрыто маской, а на руке — белая повязка, используемая российскими военными, а у жертвы — жёлтая, используемая ВСУ. Судя по листве на видео, оно было снято предположительно летом 2022 года.

## Расследование
12 апреля 2023 года Служба безопасности Украины начала досудебное расследование. Военное преступление, запечатлённое на видеоролике, оценивается как нарушение законов и обычаев войны (часть 2 статьи 438 УК Украины).
Основатель портала Gulagu.net Владимир Осечкин в эфире YouTube-канала «Ходорковский LIVE» заявил о причастности к убийству бойцов ЧВК «Вагнер», поскольку бежавший в Норвегию бывший наёмник Андрей Медведев опознал своих сослуживцев.

## Оценки
По подписанной Россией Женевской конвенции об обращении с военнопленными им должны быть гарантированы жизнь и гуманные условия содержания, а отрезание головы относится к военным преступлениям.
До публикации данного видео сцены жестокости такого уровня, созданные во время войны в Украине, не были опубликованы в открытых источниках. Самое жестокое, что ранее публиковалось — кадры лета 2022 года, когда человек в российской военной форме отрезает гениталии человеку в украинской военной форме, а затем убивает его. Схожие методы в 2017 году в Сирии практиковали члены «ЧВК Вагнера», когда они на видео отрезали голову и конечности сирийцу, также они использовали кувалду, ставшую ныне символом «ЧВК Вагнера», но тогда обезглавливание было сделано человеку, который уже был либо без сознания, либо мёртв. Издание «Проект» считает видео самым жестоким за время войны в Украине и подчёркивает, что в прошлом такие казни совершали только члены «Исламского государства». Миссия ООН в Женеве назвала видео «особенно жуткими».

## Реакция

### Украина
Глава Офиса Президента Андрей Ермак в Telegram написал фразу, которая скорее всего относится к данному событию: «За всё будет ответ и ответственность». Президент Украины Владимир Зеленский в записанном по поводу публикации видео отметил, что: «Мир не может игнорировать то, как легко эти звери убивают» и видео «показывает Россию такой, какая она есть». Украина также призвала Международный уголовный суд начать расследование.

### Россия
Видео вызвало одобрительную реакцию различных пророссийских каналов, в частности, командир неонацистской ДШРГ «Русич» Алексей Мильчаков заявил: «Вы удивитесь, сколько таких видео будет постепенно всплывать» и сопроводил сообщение веселым эмодзи.
Пресс-секретарь Путина Дмитрий Песков согласился, что кадры ужасные, но отметил, что следует проверить их достоверность.
Оппозиционное издание «Проект» назвало видео самым жестоким за время войны в Украине, подчеркнув, что в прошлом такие казни совершали только члены «Исламского государства».

### Международное сообщество
Мониторинговая миссия ООН по правам человека в Украине заявила о возмущении «особенно ужасающими видео», подчеркнув, что речь идёт не о единичных случаях.
Официальная представительница внешнеполитической службы ЕС Набила Массрали отметила, что если подлинность видео подтвердится, то оно станет очередным брутальным напоминанием о бесчеловечном характере российской агрессии. Также на видео отреагировал президент Европейского совета Шарль Мишель, заявивший, что ЕС сделает всё возможное для того, чтобы ответственность и справедливость победили террор и безнаказанность.
Министр иностранных дел Эстонии Урмас Рейнсалу выразил возмущение тем, что на фоне подобных преступлений, совершаемых российскими войсками, продолжается дискуссия о возможности участия россиян в Олимпийских играх.
Заместитель председателя Бундестага Катрин Гёринг-Экардт заявила, что видео является очередным доказательством жестокости россиян, а ответственные за многочисленные военные преступления должны быть привлечены к ответственности.
Посол Великобритании в Украине Мелинда Симмонс заявила, что это видео — новый пункт в списке обвинений в адрес России, связанных с вторжением на Украину.
Генеральный секретарь Совета Европы Мария Пейчинович-Бурич осудила бесчеловечное обращение с украинским военнопленным и призвала привлечь виновных к ответственности.
Посол США в Украине Бриджит Бринк также заявила, что жестокость российских войск с каждым днём вторжения становится всё очевиднее, а подобные поступки не останутся безнаказанными.
Президент Чехии Петр Павел заявил: «Если видео подлинное, это ставит российских военных в один ряд с „Исламским государством“».